# Sébastien Bled
Pas d'image ? Cliquez ici

a Compétitions nationales et continentales officielles uniquement.

Sébastien Bled, né le 8 janvier 1999 à Perpignan (Pyrénées-Orientales), est un joueur français de rugby à XIII évoluant au poste de deuxième ligne.

## Biographie
Formé à Baho, il intègre ensuite l'académie des Dragons Catalans et évolue en réserve à St-Estève XIII Catalan avec lequel il dispute la finale de la Coupe de France en 2019.
En 2020, il décide de changer de code et rejoint le rugby à XV en signant à Salanque Côte Radieuse.
En parallèle à sa pratique du rugby à XIII, il est éducateur sportif en école primaire.

## Palmarès
- Collectif :
  - Vainqueur du Championnat de France : 2019 (Saint-Estève XIII Catalan).
  - Vainqueur du Championnat d'Europe des moins de dix-neuf ans : 2018 (France).
  - Finaliste de la Coupe de France : 2019 (Saint-Estève XIII Catalan).